# Lynetta Kizer
Pour les articles homonymes, voir Kizer.
Lynetta Kizer est une joueuse américaine de basket-ball, née le 4 avril 1990 à Woodbridge (Virginie).

## Biographie
Après le lycée Potomac, elle rejoint les Terrapins du Maryland de préférence aux Blue Devils de Duke, North Carolina, Virginia NC State, Rutgers et USC. 
En quatre ans à Maryland, elle aligne en moyenne 17,0 points, 8,0 rebonds, 4,4 passes décisives et 3,4 interceptions, en commençant les 131 matches consécutifs de sa carrière à Miami, dont 87 consécutifs avec 10 points ou plus. En 2008, elle remporte le Championnat des Amériques des 18 ans et moins à Buenos Aires (8,6 points à 45,2 % d'adresse et 4,0 rebonds), puis en 2011 les Mondiaux universitaires (7,0 points et 4,8 rebonds).
En 2012, elle est retenue en 29e choix de la draft par le Shock de Tulsa, mais n'y joue que sept rencontres avant d'être coupée. Le Mercury la signe peu après pour quinze matches disputés. En février 2013, le Mercury renouvelle son contrat pour la saison WNBA 2013. En 2014, elle rejoint le Fever de l'Indiana.
Restant sa meilleure saison dans la ligue avec 8,3 points et 3,5 rebonds en 18 minutes par rencontres et une participation aux Finales WNBA 2015, elle signe en février 2016 une prolongation de contrat avec le Fever.
En février 2018, elle signe avec le Lynx du Minnesota, mais le Lynx se sépare d'elle fin juin, puis d'être rappelée début juillet. 

## À l'étranger
Elle commence sa carrière à l'étranger en 2012 en Corée du Sud aux KB Stars. 
En juin 2014, elle signe pour le promu du championnat turc Hatay Buyuksehir Belediye après une  saison avec le club polonais de Good Angels Košice avec des statistiques moyennes de 9,4 points et 6,4 rebonds en Euroligue et 13,7 points et 6,9 rebonds en championnat. Après une saison réussie à 18,1 points et 10,6 rebonds, elle signe durant l'intersaison pour rejoindre le champion Galatasaray SK avec l'avantage de disposer de la nationalité bosnienne.
Pour 2017-2018, elle joue en Chine avec Shandong.

## Clubs
- ? - 2008:  Potomac High School
- 2008-2012:  Terrapins du Maryland (NCAA)
- 2012-2013:  KB Stars
- 2013-2014 :  Good Angels Košice
- 2014-2015 : Hatay Buyuksehir Belediye
- 2015- : Galatasaray SK

Championnat WNBA
- 2012 :  Shock de Tulsa
- 2012-2013 :  Mercury de Phoenix
- 2014-2016 :  Fever de l'Indiana
- 2017 :  Sun du Connecticut
- 2018- :  Lynx du Minnesota

## Distinctions individuelles
- ACC Sixth Player of the Year (2012)
- Wooden Preseason Top 30 list (2011)
- Naismith Preseason list (2011)
- Preseason All-ACC Team (2011)
- All-ACC Second Team (2011), Third Team (2010), Honorable Mention (2012)
- ACC Player of the Week (2/7/11)
- ACC All-Tournament Second Team (2010); First Team (2012)
- ACC Rookie of the Year (2009)
- ACC Rookie of the Week (1/19/09, 1/26/09)